# Rágama (kommunhuvudort)
Rágama är en kommunhuvudort i Spanien.   Den ligger i provinsen Provincia de Salamanca och regionen Kastilien och Leon, i den centrala delen av landet, 140 km nordväst om huvudstaden Madrid. Rágama ligger 847 meter över havet och antalet invånare är 268.
Terrängen runt Rágama är platt, och sluttar norrut. Runt Rágama är det glesbefolkat, med 8 invånare per kvadratkilometer. Närmaste större samhälle är Peñaranda de Bracamonte, 12,3 km sydväst om Rágama. Trakten runt Rágama består till största delen av jordbruksmark.